# Diaboli
Diaboli – fiński zespół wykonujący black metal, założony w 1992 roku pod nazwą Sigillum Diaboli.

## Skład zespołu

### Obecni członkowie
- Petri "Pete Desecrator" Ilvespakka - wszystkie instrumenty, śpiew (Depravity, Psychopathic Terror)

### Byli członkowie
- P. "Hrim Grimn'r" Pihlström - śpiew, instrumenty klawiszowe
- J. Koskinen - gitara
- M. Martiskainen - gitara
- Elias Viljanen - perkusja, gitara, instrumenty klawiszowe (Astral, Depravity, Mess, Sonata Arctica)

## Dyskografia

### JakoSigillum Diaboli
- Descent into Hell (demo, 1992)
- Demo II (demo, 1993)

### Jako Diaboli
- Mesmerized by Darkness (LP, Unisound, 1996)
- Towards Damnation (LP, Full Moon, 1998)
- Anthems of Sorrow (LP, Full Moon, 2000)
- Descent into Hell (7" EP, Northern Heritage, 2002)
- Unseen Age of War (compilation, Northern Heritage, 2003)
- Kirous (LP, Northern Heritage, 2004)
- The Antichrist (LP, Northern Heritage, 2006)